# 品川区立清水台小学校
品川区立清水台小学校（しながわくりつ しみずだいしょうがっこう）は、東京都品川区旗の台にある公立小学校。
「清水台」の名称は、大正時代までさいかち坂の右手が清水山と呼ばれていたことに由来する。

## 概要
東急大井町線・池上線の旗の台駅近くにあり、昭和大学病院と香蘭女学校中等科・高等科に隣接した閑静な住宅地の中に位置する。
品川区の他の小・中学校と同様に、小中一貫教育を推進している。施設分離型連携校は、品川区立旗台小学校、品川区立源氏前小学校、品川区立荏原第五中学校。私学である香蘭女学校とも連携、交流がある。
2016年現在の在校児童数は78人で、東京23区の公立小学校の中では最も人数が少ない小規模校である。

### 校地と校舎
- 敷地 5357㎡
- 校舎（鉄筋） 2748㎡
- 体育館（講堂） 544㎡
- 運動場 1950㎡
- プール 7m x 25m

### 併設施設
- すまいるスクール清水台

## 沿革
- 1953年4月1日 - 品川区立第二延山小学校を仮校舎として開校
- 1953年9月1日 - 現在地に校舎竣工移転
- 1953年11月1日 - 11月1日を開校記念日と定める
- 1954年3月1日 - 校歌制定
- 1961年7月15日 - プール完成
- 1962年2月22日 - 視聴覚教育（テレビ）公開発表
- 1965年9月1日 - 校旗制定
- 1966年11月7日 - 学研教育賞受賞（環境を考慮した学校経営）
- 1968年2月10日 - 東校舎移転
- 1968年10月2日 - 体育館竣工
- 1971年3月20日 - 第1期 鉄筋化工事完成
- 1971年12月28日 - 第2期 鉄筋化工事完成
- 1975年4月17日 - 第3期 鉄筋化工事完成
- 1975年8月31日 - 校庭舗装工事完成
- 1975年10月30日 - 校舎落成式
- 1976年4月6日 - 全学級カラーテレビ設置
- 1983年10月27日 - 国語教育全国大会発表
- 1985年12月28日 - プール改修（ろ過器設置）
- 1987年3月20日 - 防音壁完成
- 1996年3月31日 - 非常用井戸設置、防球ネット完成
- 1998年9月1日 - パソコン室インターネット接続
- 1999年4月1日 - 昭和大学病院院内学級開級（さいかち学級）
- 2010年12月22日 - 耐震改修一部改築工事のため仮設校舎へ移転
- 2013年3月31日 - 耐震工事竣工
- 2014年9月1日 - 品川区トータル学習システム実践校（全児童にタブレットPC配布・電子黒板設置）

## 教育目標
| - 教養ある人 - 心豊かな人 - 健康な人 | - かしこい子 - やさしい子 - 元気な子 |

## 教育方針
- よく考え、正しく判断し、自ら進んで表現し、主体的に行動できる児童の育成

## 学校行事
| - 4月 入学式 全校遠足 - 5月 家庭訪問 体力テスト - 6月 運動会 移動教室（6年） | - 7月 夏季プール指導前期 避難所体験訓練 - 8月 夏季プール指導後期 林間学園（4・5年） - 9月 水泳記録会 ステューデントシティー（5年） | - 10月 ふれあい給食 連合体育大会（6年） - 11月 開校記念日 音楽会 - 12月 個人面談 展覧会 | - 1月 書き初め会 もちつき大会 - 2月 卒業遠足（6年） - 3月 卒業式 |

## 通学区域
- 品川区[3]
  - 旗の台1丁目（3番～5番・10番・11番）
  - 旗の台2丁目（1番・4番～13番）
  - 旗の台5丁目（1番～5番・13番～20番）
  - 旗の台6丁目（8番～12番・20番～33番）

　※ 学校選択制（荏原西ブロック）

## アクセス
- 東急大井町線・池上線 旗の台駅より徒歩4分